# Княжевич Дмитро Максимович
Княжевич Дмитро Максимович (6 травня (25 квітня) 1788, Санкт-Петербург — 13 (1 жовтня) 1844, Велика Бурімка) — освітянський діяч, один із засновників і перший президент Одеського товариства історії та старожитностей. Голова Одеської Учбової Округи. 

## Життєпис
Народився в м. Санкт-Петербург. До 1802 проживав у містах Саратов (нині місто в РФ), Уфа (нині столиця Башкортостану, РФ), Казань (нині столиця Татарстану, РФ), де закінчив гімназію. Служив у С.-Петербурзі в Міністерстві фінансів. Мав літературні здібності, зібрав матеріали й видав працю про народні прислів'я та приказки, разом із братами видавав літературний додаток до ж. «Сын Отечества». Від липня 1837 — попечитель Одеського учбового округу, оперативно здійснив перехід Рішельєвського ліцею на роботу за новим статутом, що прирівняло ліцей до університетів. К. підтримав ідею створення і став одним із чл.-засновників Одеського товариства історії та старожитностей, яке розпочало свою діяльність у берез. 1839 й мало метою досліджувати історію, пам'ятки краю. Будучи президентом товариства, виступав із багатьма ініціативами щодо вивчення архівів, проведення археол. досліджень, надавав їм фінансову допомогу. Один із перших подарував товариству колекцію куфічних (арабських) монет 10 ст., знайдених у Рязанській губернії. Брав активну участь у редагуванні «Записок Одесского общества истории и древностей», що почали виходити 1844. Був ініціатором 2-х вип. «Одесских альманахов», співпрацював з багатьма наук. товариствами Росії.
Помер у с. Велика Бурімка (нині село Чорнобаївського району Черкаської обл.).